# La vita sessuale delle gemelle siamesi
La vita sessuale delle gemelle siamesi è un romanzo di Irvine Welsh, uscito nel 2014.
In questo libro l'autore si allontana da Edimburgo e dalla Scozia scegliendo come location Miami e le spiagge della Florida; un'altra evidente discontinuità con i suoi precedenti romanzi è rappresentata dalla scelta di due protagoniste femminili.
In comune con le altre opere di Welsh vi è invece il tema portante delle dipendenze: ne La vita sessuale delle gemelle siamesi non si tratta però di alcol o droghe bensì della schiavitù che può essere generata dal cibo, dal culto della forma fisica e dalle relazioni personali. Il testo mostra anche un'evidente vena satirica nei confronti dei mass media.

## Significato del titolo
Il titolo ha una doppia chiave di lettura: in primo luogo si riferisce al caso, quotidianamente sfruttato dai mass media e discusso dai vari personaggi del romanzo, di due gemelle siamesi adolescenti nate da una famiglia fondamentalista cristiana dell'Arkansas: il fidanzamento di una delle due le mette di fronte al dilemma se affrontare o meno un rischioso intervento chirurgico di separazione che permetterebbe alla gemella prevalente di vivere una vita normale ma avrebbe il 60% di probabilità di costare la vita all'altra.
In secondo luogo, "gemelle siamesi" sono anche le due protagoniste, Lucy Brennan e Lena Sorenson, apparentemente opposte (tonica e ipersalutista la prima, bulimica e obesa la seconda) ma fatalmente destinate a intrecciare le loro vite.

## Trama
Lucy Patty Brennan è una personal trainer poco più che trentenne: originaria di Boston, si è trasferita dopo l'adolescenza a Miami, pratica arti marziali, ed è una fanatica delle diete e della forma fisica. È bisessuale ma predilige decisamente le partner femminili con cui esercitare il ruolo di dominatrice, prova una certa ansia per l'avanzare della sua età, che si avvicina sempre di più a quella delle sue clienti, e una conseguente invidia verso le colleghe più giovani come la attraente ma vacua Mona.
Lena Sorenson è una giovane artista cresciuta nelle campagne del Minnesota e laureatasi a Chicago, ha creato opere e installazioni di grande successo ma è caduta in depressione  dopo una delusione amorosa ed è affetta da bulimia ed obesità; si è trasferita a Miami per ritrovare la sua ispirazione che però è ancora in piena crisi.
L'incontro tra le due protagoniste avviene nel corso di una notte allorché Lucy, al volante della propria auto lungo una superstrada, è testimone di un tentato omicidio: la ragazza si ferma e, grazie alla sua forza fisica e all'abilità nelle arti marziali, riesce a disarmare l'aggressore che impugnava una pistola e immobilizzarlo fino all'arrivo della polizia, permettendo all'inseguito di fuggire.
Lena, fermatasi a sua volta ma incapace di intervenire, filma l'intera scena con il suo telefono cellulare, trasformando Lucy in un'eroina mediatica inseguita dai giornalisti, lodata dai politici locali e corteggiata da una rete televisiva, che le offre un ruolo da protagonista in un reality show incentrato sul dimagrimento e l'allenamento ginnico.
Gli eventi prendono però ben presto una piega inaspettata: le indagini rivelano come l'aggressore fosse un uomo che da bambino era stato vittima di abusi sessuali  e l'inseguito un vagabondo più volte incriminato per reati connessi alla pedofilia.
Lucy diventa così oggetto delle critiche dei politici che prima la lodavano e il network televisivo congela il progetto del suo reality, in conseguenza a ciò la protagonista minaccia e insulta pesantemente al telefono una dirigente della rete TV, pregiudicando qualsiasi possibile collaborazione futura con essa.
Lena, che resta una fedele ammiratrice di Lucy, si presenta alla palestra in cui lavora perché intenzionata a perdere peso e rimettersi in forma.
La tenacia e la disciplina militaresca di Lucy nell'imporre esercizi e diete alla giovane artista si scontrano però con la disperata forza della dipendenza di Lena dai cibi più ingrassanti.
Più il flusso della trama avanza, più ci si rende conto che Lucy, inizialmente ritratta come l'elemento sano della relazione, abbia a sua volta gravi turbe psicologiche dovute a una gang bang subita, quando era adolescente, in un parco di Boston: la ragazzina non era riuscita a reagire all'aggressione messa in atto da un gruppo di compagni di scuola e quando la violenza viene interrotta dall'arrivo di Tom Brennan, il padre di Lucy, che lavorava come poliziotto, la protagonista si rende contro che il genitore, non avendo assistito alla dinamica iniziale degli eventi, la considera quantomeno corresponsabile dell'increscioso episodio a causa di qualche suo comportamento troppo “leggero” nei confronti dei maschi. 
Da quel momento i rapporti della ragazza con Tom, di cui era la figlia prediletta, sono piuttosto freddi e fondati su un'incomunicabilità non facilitata dalla distanza, dal momento che, dopo la separazione dalla moglie, il padre rimane a Boston e, malgrado un non troppo onorevole congedo dalla polizia, diviene uno scrittore di romanzi gialli di successo. 
Non è del resto migliore la relazione di Lucy con la madre, che vive come lei a Miami, lavora come agente immobiliare e si è risposata con un facoltoso manager ebreo ed è praticamente nullo il suo rapporto con la sorella, cooperante internazionale in Darfur.
Lucy, frustrata dai continui insuccessi con Lena, che non riesce a perdere peso, dopo averla a lungo spiata sequestra la giovane artista e la segrega in un appartamento sfitto gestito dalla madre, obbligandola a una dieta strettissima e a pesanti esercizi fisici.
Durante la prigionia si scopre che anche Lena ha un difficile rapporto con i genitori: il padre,  titolare di una ferramenta, è un uomo serio e onesto ma anaffettivo, la madre, a lungo depressa per ciò, è a sua volta bulimica e obesa ed è stata la causa prima del malsano rapporto di Lena con il cibo, vissuto come sostituto delle mancanti soddisfazioni sentimentali e lavorative. 
Nello stesso periodo, Jerry, l'ex fidanzato di Lena, artista molto meno dotato della compagna ma più scaltro negli affari e abile nelle pubbliche relazioni si presenta a Miami.
Lucy, che ha sequestrato il telefono cellulare di Lena e odia profondamente Jerry perché i suoi tradimenti e il successivo abbandono hanno scatenato la depressione della sua cliente, lo intercetta e, al termine di una colluttazione, lo uccide, nascondendo poi i resti tra i manufatti artistici di Lena, che utilizzava parti anatomiche di animali per le sue sculture.
Più la folle segregazione avanza, più le due ragazze mutano arrivando quasi a scambiarsi i ruoli: Lena, di fronte al cambiamento del suo fisico, ora di nuovo snello e attraente, si convince della necessità di un'alimentazione più sana e diventa sempre più esigente in questo senso, Lucy, per parte sua, trasgredisce sempre più spesso alla sua dieta concedendosi piatti grassi e bevande alcoliche.
Quando Lucy decide di liberare Lena, quest'ultima, dopo aver acconsentito a un furioso rapporto sessuale con la sua carceriera,  riesce a stordirla e immobilizzarla ribaltando così la propria funzione da vittima a carnefice: Lena obbligherà infatti Lucy a nutrirsi solo di cibi ipercalorici e vedere il suo corpo trasformarsi rapidamente.
La vicenda ha poi un balzo temporale: il capitolo finale vede le protagoniste conviventi e genitrici di un bambino avuto da Lucy con la fecondazione eterologa, anche i genitori di Lena, pur profondamente cristiani e conservatori, hanno accettato l'omosessualità della figlia mentre Lucy riesce ad avere un rapporto migliore anche con il padre, malgrado Tom Brennan abbia sposato l'odiata ex collega Mona e avuto un bambino da lei.
L'unica nube che minaccia l'happy end è la polizia di Miami che, periodicamente, riprende le sue indagini sulla misteriosa scomparsa di Jerry.

## Edizioni
- Irvine Welsh, La vita sessuale delle gemelle siamesi, traduzione di Massimo Bocchiola, collana Narratori della Fenice, Guanda, 2014,  pp. 426 pagine, ISBN 9788850242436.